# Ilex magnifolia
Ilex magnifolia är en järneksväxtart som beskrevs av J. Cuatrecasas. Ilex magnifolia ingår i släktet järnekar, och familjen järneksväxter. Inga underarter finns listade i Catalogue of Life.